# Константинов, Владимир Николаевич (лауреат Сталинской премии)
Владимир Николаевич Константинов  (18 июля 1907,  Санкт-Петербург,   Российская империя — 12 декабря 1971, Москва,  СССР) —  советский военный деятель и учёный,  генерал-майор инженерно-артиллерийской службы (18.11.1944), лауреат Сталинской премии (1943), член-корреспондент Академии артиллерийских наук (14.4.1947), кандидат технических наук (1939).

## Биография
Родился 18 июля 1907 года в Санкт-Петербург. Русский.  С августа 1917 года — учащийся Петроградского коммерческого училища, которое после Октябрьской революции преобразовано в 168-ю трудовую школу. С июня 1924 года — студент металлургического факультета ЛПИ имени М. И. Калинина. С 1928 года — лаборант физико-химической лаборатории Геологического комитета. С апреля 1930 года - инженер металлургической лаборатории Военно-технической академии РККА имени Ф. Э. Дзержинского. 
В Красной армии с октября 1931 года по январь 1933 года — курсант-одногодичник Военно-технической академии РККА имени Ф. Э. Дзержинского с исполнением обязанностей помощника начальника лаборатории. С января 1933 года — июль 1936 года — в запасе РККА: исполняющий должность помощника начальника лаборатории металлов по учебной и научно-исследовательской части, с марта 1935 года — исполняющий должность начальника лаборатории металлов Артиллерийской академии РККА имени Ф. Э. Дзержинского. С июня 1936 года — начальник лаборатории Артиллерийской академии РККА имени Ф. Э. Дзержинского. С октября 1936 года - помощник начальника 6-го отдела Артиллерийского научно-исследовательского института РККА. С ноября 1936 года — помощник начальника отдела металловедения Артиллерийского научно-исследовательского института. Одновременно в 1936—1937 годы по совместительству работал преподавателем кафедры специального артиллерийского производства Ленинградского военно-механического института. С августа 1938 года — начальник отдела металлов и материалов Артиллерийского комитета Главного артиллерийского управления. С июня 1950 года — исполняющий должность академика-секретаря 3-го отделения Академии артиллерийских наук. С июня 1953 года — заместитель начальника по научной части, а с декабря 1953 года по  май 1961 года — начальник Научно-исследовательского института № 3 Министерства обороны СССР. С сентября 1961 года генерал-майор инженерно-технической службы Константинов — в запасе.
Крупный специалист в области артиллерийского металловедения, технологии специальных сталей. Провел большую работу по замене медных ведущих поясков снарядов недефицитным материалом, по отработке конструкций сальниковых уплотнений и воротников противооткатных устройств орудий, по разработке специальной латуни и покрытий орудийных гильз, по отработке и внедрению высокопрочных орудийных сталей, по вопросу износа металла орудийных стволов и повышению их живучести.
Умер 12 декабря 1971 года. Похоронен в Москве.

## Награды
- орден Ленина (27.4.1944)[3]
- орден Красного Знамени (30.12.1956)[4][5]
- орден Отечественной войны I степени (17.11.1945)[6]
- орден Трудового Красного Знамени (7.3.1943)[7]
- два ордена Красной Звезды (3.3.1942[8],  15.11.1950[9][5]) 
  - медали в том числе:
  - «За боевые заслуги» (06.11.1945)[10][5]
  - «За победу над Германией в Великой Отечественной войне 1941—1945 гг.» (11.09.1945)[11]
  - «За победу над Японией» (1946)[4]
- Сталинская премия третьей степени (1943) — за разработку новых типов боеприпасов (подкалиберного снаряда)

## Труды
- Производство и испытание артиллерийских пружин. М., 1936;
- Производство и испытание винтовых цилиндрических пружин / Под ред. Струсельба М. М. Л.: Арт. академия, 1937. 170 с.;
- Исследование легких алюминиевых сплавов в применении для деталей артиллерийского вооружения // Известия ААН. 1953. № 31. С. 3-19 (соавтор Хомицкий Б. Л.);
- Вступительное слово на первой научно-технической конференции по проблемам повышения живучести стволов артиллерийских орудий и пулеметов (26 февраля - 3 марта 1951 года) // Сборник докладов ААН. 1952. Вып. XI. С. 3-8;
- Исследование различных покрытий и металлокерамических сплавов для защиты поверхности канала ствола от действия пороховых газов // Сборник докладов ААН. 1952. Вып. XI. С. 127-140 (соавторы Козлова С. И., Урванцов Л. А.);
- Определение производительности червячных прессов // Химическое машиностроение. 1962. № 3. С. 18-22 (соавтор Левин А. Н.);
- К вопросу о геометрической совместимости червяков при проектировании двухчервячных машин для переработки пластмасс // Химическое машиностроение. 1962. № 6. С. 12-13;
- Система дистанционного автоматизированного управления судовыми дизель-генераторами // Судостроение. 1963. № 1. С. 39-43 (соавтор Максимов М. К.).